# Jean Claude Hippolyte Méhée de La Touche
Jean Claude Hippolyte Méhée de La Touche (Meaux, 1762 – Parigi, 10 febbraio 1827) è stato un diplomatico, scrittore, agente segreto e giornalista francese, noto agente provocatore monarchico realista attivo durante la Rivoluzione francese.

## Biografia
Jean Claude Hippolyte Méhée de la Touche era dapprima una spia dell'Ancien Régime, poi spia al servizio dello Zar di Russia, e poi agente controrivoluzionario nel periodo della Rivoluzione.
Méhée de La Touche era figlio di un chirurgo di Meaux. Destinato a succedere al padre, ciò nonostante lasciò la sua casa per Parigi quando aveva 12 anni, finendo nella prigione di Bicêtre. Fu rilasciato all'incoronazione di Luigi XVI nel 1774, ma nel 1776, dopo la morte dei suoi genitori, Méhée fu di nuovo imprigionato nella Bicêtre. Scappò quando fu inviato a Brest per servire sulla flotta francese. Ritornato a Parigi dopo la Rivoluzione, fu inviato a San Pietroburgo come spia sotto il nome Chevalier de La Touche da Honoré Gabriel Riqueti, conte di Mirabeau e Gilbert du Motier, marchese de Lafayette. Fu presto scoperto ed espulso dalla Russia nel marzo 1791. Tra i suoi pseudonimi, 	
Molto Curante (da Poco curante, personaggio del Candido di Voltaire) e Felhémési. Il suo prossimo appuntamento, come spia, era in Polonia, dove fondò la Gazette de Varsovie, un giornale scritto in francese a Varsavia. Ancora una volta il suo ruolo di spia venne scoperto, e fu così bandito dalla Polonia.
Tornato a Parigi, divenne un membro dei Cordiglieri e del club dei Giacobini nel 1792. Prese parte l'attacco al Palazzo delle Tuileries il 10 agosto 1792. Quella sera stessa venne nominato Segretario della Commune di Parigi. Ambiguo e forse sempre fedele ai monarchici, organizzò comunque i massacri di settembre all'inizio del mese successivo, insieme con Sulpice Huguenin e Jean-Lambert Tallien.
Dopo il 9 Termidoro anno II (27 luglio 1794) (la caduta di Robespierre), uscito allo scoperto, conduce una campagna contro i Giacobini attraverso una serie di pamphlet.
Méhée de La Touche poi divenne segretario di Jean-Lambert Tallien, e nel novembre 1795 fu nominato primo segretario al Ministero della Guerra del Direttorio francese. Poco dopo ha ricoperto la stessa funzione presso il Dipartimento degli esteri sotto Charles-François Delacroix. Si dimise nell'aprile 1796, e divenne direttore del Journal des Hommes Libres. Nel 1797, dopo il Colpo di Stato del 18 fruttidoro, venne condannato all'esilio in Caienna, insieme a Jean-Charles Pichegru, François-Marie, marchese di Barthélemy e tredici altri.
Sfugge alla giustizia, e dopo pochi mesi viene graziato. Nel 1799, Napoleone Bonaparte lo manda al carcere alla Torre del Tempio di Parigi, ma venne nuovamente rilasciato nel 1801. Fa uscire la rivista settimanale filosofica e atea L'Antidote nel 1802. 
Venne nuovamente arrestato e bandito a Digione e poi a Oléron.
Fuggito da lì, aderì apparentemente al regime bonapartista, divenne una spia francese in Inghilterra per riferire sugli emigrati francesi che si opponevano a Napoleone. 
In realtà operò come un contro-rivoluzionario, e convinse i monarchici (realisti francesi) in Inghilterra che la Francia era in attesa di rovesciare Bonaparte.
Diventato agente doppiogiochista, si trova implicato nella cospirazione dell'anno XII (1804) di Georges Cadoudal. Nel 1804 de La Touche rivelò la trama e l'appoggio ricevuto dal diplomatico inglese Sir Francis Drake, all'epoca ministro alla Dieta Perpetua di Regensburg.
Dopo la caduta di Napoleone nel 1815 non fu più gradito in Francia a causa della sua inaffidabilità, e andò prima in Svizzera e poi a Bruxelles, dove nel 1817 fu redattore di Le Vrai Liberal. Li venne fermato, ma riuscì a fuggire di nuovo il giorno successivo. Si trasferì poi a Königsberg, fino a quando gli fu permesso di ritornare in Francia nel 1819. Nel 1823 viveva ormai a Parigi,, dove morì in povertà nel 1827.

## Opere
Mehée de La Touche fu un prolifico scrittore di pamphlet, saggi, articoli, lettere e libri. Gran parte della sua produzione è apparsa su riviste e giornali che ha creato o ne è stato redattore. Uno dei primi opuscoli usciti per opera sua è stato La Queue de Robespierre  (La Coda di Robespierre) nel 1793, stampato in 70,000 copie. E 'stato seguito da: Suite à la Queue de Robespierre, Rendez-moi ma Queue, e Defends la Queue. Questi pamphlets sono stati molto seguiti, e altre persone ne hanno pubblicato di simili, come la canzone La Queue, le Tête et le Front de Robespierre dello scrittore satirico Louis Ange Pitou.
I suoi libri comprendono:
- 1792: Histoire de la prétendue révolution de la Pologne, ripubblicato nel 1798.
- 1801: Antidote, ou l'Année philosophique littéraire, 2 volumi
- 1804: Alliance des Jacobins de France avec le ministère anglais
- 1807: Mémoires particuliers extraits de la correspondance d'un voyageur avec feu Mr. Caron de Beaumarchais Sur la Pologne, la Lithuanie, la Russie Blanche, Pétersbourg, Moscow, la Crimée, etc. etc., pubblicato ad Amburgo, quando vi risiedette.
- 1814: Mémoire sur procès, Parigi
- 1814: Lettre à M. l'Abbé de Montesquiou
- 1814: Denonciation au roi des actes et procédés par lesquels les ministères de S. M. ont violé la constitution, tre edizioni
- 1818: C'est lui, mais pas de lui, Brussels, reprinted as Mémoires de Napoleon Bonaparte, Parigi, 1821
- 1821: Touquetiana, Paris
- 1823: Extrait des Mémoires inédits sur la Révolution Française, Parigi, 2 edizioni
- 1823: Deux Pièces importantes à joindre aux mémoires et documents historiques sur la révolution française, Parigi

Ha aggiunto anche alcuni saggi di suo pugno alla sua traduzione di alcuni racconti di fiabe di Gottlieb Konrad Pfeffel, pubblicati a Parigi nel 1815.